# موريل والاس ماي
موريل والاس ماي (بالإنجليزية: Muriel Wallace May)‏ هي مُدرسة وكاتِبة نيوزيلندية، ولدت في 13 أبريل 1897 في دنيدن في نيوزيلندا، وتوفيت في 11 أغسطس 1982.